# Qara Yusif
Qara Yusif (n. 1357, Erciş, Provincia Van, Turcia – d. decembrie 1420, Owǰan⁠(d), Provincia Aragatsotn, Armenia) a fost fondatorul și domnitorul (1410-1420) statului turcoman Qaraqoyunlu.
În anii 1380, conducătorul confederației tribale turcice Qaraqoyunlu, Qara Yusif, s-a înfruntat cu pericolul timurid. În aceeași perioadă în partea sudică a Azerbaidjanului, exista statul Djelairid cu capitală în Tabriz (1341-1410). Suveranul acestui stat după anul 1382 era sultanul Ahmad.
În 1386, Tamerlan a ocupat Tabrizul și de acolo a înaintat spre Șirvan, Karabah și Derbend, lăsând în urma sa doar jafuri și distrugeri. Qara Yusif Qaraqoyunlu a încheiat pace cu suveranul djelairid sultan Ahmad, care rămăsese fără țară, împotriva lui Tamerlan. În 1392, forțele unite ale aliaților au suferit o înfrângere mare și Qara Yusif a fost obligat să-și părăsească domnia. El a fost un om cu caracter și în 1394 și-a încercat încă o dată șansa, dar în apropierea Bagdadului, a fost înfrânt de Tamerlan a doua oară. Căutându-și un loc de azil sultanul Ahmad și Qara Yusif au fost obligați să se refugieze în Egipt ca să obțină ajutorul sultanului mameluc. Însă temându-se de furia lui Tamerlan sultanul Egiptului i-a aruncat în temniță
După moartea lui Tamerlan (1405), sultanul Egiptului îi elibereză pe suveranii - refugiați, sultan Ahmad Djelairi și Qara Yusif Karakoyunlu. Sultanului Djelairid Ahmad, care deja obținuse Bagdadul, mai întâi ocupă Tabrizul. Dar, nici sultanul Ahmad nu a reușit să-și păstreze puterea și Tabrizul a fost ocupat de fiul lui Miranșah, Abu Bakr. Între timp se întărise confederația triburilor turcice Qaraqoyunlu după întoarcerea liderului lor Qara Yusif, care a ocupat o parte din Azerbaidjan.
În 1408, Qara Yusif a câștigat lupta cu fiul lui Tamerlan, Miranșah, în care a murit ultimul, el întrând în oraș invită tot pe Ahmad, sultanul din dinastia gelairidă, fiindcă nu avea legitimitate conform concepțiilor orientale medievale, numai că sultanul nu voia să accepte protectoratul Qaraqoyunlu. Când Qara Yusif a părăsit Tabrizul pentru o altă campanie militară, sultanul năpădind garnizoana sa, cheamă în ajutor pe Șirvanșah. Înainte de a ajunge armata Șirvanului Qara Yusif înfrânge oastea lui Ahmad în apropierea Tabrizului (30 august), unde ultimul a fost ucis, acesta fiind ultimul suveran din dinastiei Djelairizilor (1341-1410). În locul statului respectiv s-a înființat statul Qaraqoyunlu cu capitala în Tebriz (1410-1468). Comandantul armatei Șirvanului, Kayumars, fiul lui Ibrahim I, căzut în prizonierat, a fost eliberat de Qara Yusif, fără nici-o condiție, într-un mod foarte straniu pentru timpul respectiv și bănuindu-l de înțelegere secretă cu suveranul Qaraqoyunlu, Ibrahim I și-a executat pe propriul fiu.
În acești ani situația în Șirvan era mult mai complicată, pentru că moartea lui Tamerlan a oferit oportunitatea îndeplinirii unei necesități istorice, unirea Azerbaidjanului, pentru care confruntau diferiți suverani locali. Qara Yusif, folosind ca motiv executarea lui Kayumars, începe o campanie militară impotrivă Șirvanului. Alianța Șirvanului cu micul stat feudal azer - Șaki și regatul georgian Kahetia, suferă o înfrângere într-o luptă pe malul fluviului Kura (6 noiembrie 1412), adică la granița Șirvanului, de către cavaleria Qaraqoyunlu. Toți suverani aliați, toată aristocrația Șirvanului au căzut prizonieri. Doar în 1413, Ibrahim I în schimbul unui tribut imens, care a fost plătit pe urmă de către starostele breslelor meșteșugărești din Tabriz în fruntea cu Ahi Gassab, se întoarce în țara sa, recunoscundu-se vasalul suveranului Qaraqoyunlu, iar armata de ocupație părăsește Șirvanul.
Qara Yusif planifica să supune total statul Șirvan și să ocupe anumite regiuni din est. Dar, nu s-a realizat visul lui, a murit în 1420, chiar în mod neașteptat în timp ce pleca la război.